# Крутиков, Георгий Тихонович
Гео́ргий Ти́хонович Кру́тиков (4 апреля 1899, Воронеж — 3 марта 1958,г. Москва) — советский архитектор.

## Биография

### Воронеж
Родился 4 апреля 1899 года в семье законоучителя Воронежского реального училища Тихона Александровича Крутикова и его жены Анны Феофиловны.
В 1917 году окончил с серебряной медалью Первую мужскую гимназию. Принимал участие в рукописных гимназических журналах «Свет» и «По всему свету» как художник-оформитель и автор статей, в том числе статьи «Воздухоплавание».
В дальнейшем работал сначала санитаром в эпидемическом отряде Воронежского Горздравотдела и телефонистом в Управлении военных сообщений Южного фронта города Воронежа, а затем секретарем секции ИЗО Городского отдела народного образования.
С 1919 года принимал участие в организации в Воронеже Государственных художественных мастерских по направлению Наркомпроса Р. С. Ф. С. Р. в качестве организатора-инструктора. Одновременно заведовал подотделом ИЗО Губернского Отдела Народного Образования. В 1922 году был командирован в Москву для продолжения образования.
В 1922 году Георгий Крутиков по представлению ЦК Всероссийского профсоюза работников искусств поступил в Высшие художественно-технические мастерские (ВХУТЕМАС) в Москве.

### ВХУТЕМАС. Город будущего
С 1922 по 1928 год Г. Крутиков проучился на архитектурном факультете ВХУТЕМАСа, переименованного затем во ВХТИ (Высший художественно-технический институт), получив специальность архитектора-художника. Вёл общественную работу в профкоме Союза строительных рабочих в качестве председателя архитектурного кружка и организатора архитектурного кабинета. Будучи студентом выполнял авторские работы на строительстве Международного красного стадиона на Ленинских горах (1924—1925), в Центральном парке культуры и отдыха, на Всесоюзной полиграфической выставке в 1927 году. По его проектам в Советском павильоне на Международной выставке печати в Кёльне были выполнены в 1928 году  Ленинский уголок и центральная установка — «Структура СССР».
В 1924 году в Москве было создано Общество по строительству Международного Красного Стадиона на Ленинских горах, которое возглавлял Н. Подвойский. Главным архитектором проекта назначен профессор Н. А. Ладовский, а Г. Крутиков — его соавтором и исполнителем-проектировщиком.
В начале 1920-х годов Крутиков серьёзно интересовался дирижаблестроением, вёл переписку с К. Э. Циолковским и сам пытался конструировать салон дирижабля.
Дипломный проект «Город будущего (эволюция архитектурных принципов в планировке городов и организации жилища)», выполненный под руководством Н. А. Ладовского, получил высокую оценку научно-художественной предметной комиссии: 

«Помимо больших способностей в проектировке, Крутиков обнаруживает задатки серьезного исследователя вопросов научно-архитектурного порядка. В этом отношении заслуживает внимания его работа в лаборатории на тему: „Психотехническое обследование способностей архитектурного комбинирования форм в пространстве“… К своей дипломной работе Крутиков подошёл своеобразно — заглянул вперёд больше, чем это обыкновенно принято в вопросах планировки городов. Тем не менее если проблема в целом может быть разрешена в отдаленном будущем, то отдельные её элементы являются уже задачами сегодняшнего дня. Эти задачи можно было бы охарактеризовать как задачи оформления подвижной (в воздухе, воде и на земле) архитектуры… Проблемы связи архитектуры с живой жизнью, поставленные перед собой Крутиковым сознательно и чётко, нужно признать разрешенными им талантливо. Декан И. Рыльский».
Через 45 лет после защиты Г. Крутиковым дипломного проекта доктор искусствоведения Хан-Магомедов Селим Омарович в журнале «Декоративное искусство» № 1/182 за 1973 год опубликовал специальную статью, достаточно подробно анализирующую проект «Летающего города» и все таблицы проекта.
Работа «Город будущего» экспонировалась на Выставке «Москва — Париж» среди архитектурных проектов 1900—1930 годов. Авторы статьи «Русская и советская архитектура. 1900—1930» писали: 

«…несбыточно фантастическими, оторванными от жизни представлялись современникам многие архитектурные идеи двадцатых годов — „город в воздухе“ Г. Крутикова, „кинематические“ сооружения А. М. Лавинского, непривычные „динамические композиции“ К. С. Малевича и Эль Лисицкого, казавшиеся причудливыми объёмно-пространственные построения И. И. Леонидова и Я. Г. Чернихова, а также многие другие замыслы, относящиеся к зодчеству будущего. Но всего лишь через три-четыре десятилетия нежизненными оказались не они, но суждения тех, кто не смог поверить в возможности архитектуры и инженерии XX века: сегодня уже осуществляется многое из подобных проектов-прогнозов».
В 1990-е годы на VI Международной выставке архитектуры «Венецианская биеннале» в павильоне «Русская утопия» экспонировались проекты Г. Крутикова «Летающий город (Город на воздушных путях сообщения», 1928) и «Город-коммуна Автострой» (1930), созданный в соавторстве с В. Лавровым и В. Поповым.

### ВХУТЕМАС. Психотехническая лаборатория
Помимо проектирования в годы учёбы во ВХУТЕИНе Крутиков принимал активное участие в работе психотехнической лаборатории, которая была открыта 15 февраля 1927 года по инициативе Н. А. Ладовского, создавшего научное обоснование программы её работы.
Для использования психотехники в архитектуре важно было разработать такую систему тестов, которые помогали бы выявить необходимые архитектору способности и навыки.  

«Устанавливая признаки, определяющие понятие „архитектор“, неизбежно было определить основной признак деятельности современного архитектора как организатора восприятия пространства и пространственных форм… выяснилась необходимость вести работу в двух направлениях: а) психотехнические установления тестов пространственного комбинирования; б) теоретико-архитектурное установление понятия пространственной композиции… Архитектор должен быть, хотя бы элементарно, знаком с законами восприятия и средствами воздействия, чтобы в своём мастерстве использовать всё, что может дать современная наука. Среди наук, способствующих развитию архитектуры, серьёзное место должна занять молодая ещё наука психотехника…»— Н. А. Ладовский
Г. Крутиков в статье, посвящённой психотехнической лаборатории, определял что: «Основной задачей Архитектурной лаборатории является создание… такого научно обоснованного и экспериментально проверенного базиса, который мог бы дополнить существующий интуитивно-индивидуальный подход».

«В помещении ВХУТЕИНа была оборудована специальная комната для лаборатории (знаменитая „чёрная комната“). Чтобы не отвлекать внимания исследователей и испытуемых и не создавать ненужных ориентиров, влияющих на результаты психотехнических опытов, Ладовский решил выкрасить стены, пол и потолок в чёрный цвет. „Чёрная комната“, вся заставленная какими-то необычными приборами с протянутыми в ней нитями и яркими цветными пятнами (используемыми для опытов с цветом) производила, как рассказывают очевидцы, какое-то фантастическое впечатление».
С закрытием ВХУТЕМАСа-ВХУТЕИНа эти исследования прекратились.

### Работа в Москве
С 1928 по 1931 год Г. Крутиков трудился в качестве архитектора-автора и научного сотрудника в Мосстрое (по жилищному строительству Москвы), в Гипрогоре (по планировке городов) и Наркомпросе РСФСР (по строительству театров), а также в творческих бригадах архитектурных обществ «АСНОВА» и «АРУ» (Ассоциация новых архитекторов и Объединение архитекторов-урбанистов), где им были выполнены конкурсные проекты: маяка — памятника Христофору Колумбу, города-коммуны «Автострой» при Горьковском автосборочном заводе, Дворца культуры Пролетарского района в Москве, Дворца Советов Союза ССР, Большого театра в Свердловске и другие.
В 1929 году назначен главным архитектором выставки «Дети Советского Союза», организованной ЦК комсомола к Первому Всесоюзному слёту пионеров в Москве.
В 1930 году Г. Крутиков стал членом-учредителем Союза советских архитекторов, был делегатом Первого Всесоюзного съезда советских архитекторов в 1937 году и Первой Московской конференции советских архитекторов.
Участник пленума Правления Союза советских архитекторов. В дальнейшем принимал активное участие в работе Союза, а также в деятельности его творческих секций.
С 1931 по 1933 год Крутиков — учёный секретарь Архитектурного кабинета по строительству театров в Наркомпросе РСФСР. К этому времени относится его работа над конкурсным проектом Музыкального театра имени Немировича-Данченко в Москве, положенным затем в основу разработки окончательного проекта. Тогда же был осуществлен проект театра в Нижнем Тагиле.
С 1933 по 1937 год работал архитектором-автором в Архитектурно-проектной мастерской Моссовета № 3 под руководством академика И. А. Фомина. В этот период были выполнены проекты, получившие своё воплощение в Москве под авторским надзором; это: надземный и подземный вестибюли и подземная станция Московского метрополитена «Парк культуры имени М. Горького», семь школ в разных районах Москвы, жилой дом в Новоспасском переулке и другие.
27 мая 1935 года Г. Т. Крутиков награждён Почетной грамотой.
После окончания заочной аспирантуры при Академии архитектуры в 1939 году Г. Т. Крутиков приглашён на должность старшего научного сотрудника Комиссии по изучению, охране и реставрации памятников архитектуры.
8-12 июля 1940 года в Москве проходил VII пленум правления Союза советских архитекторов СССР, на котором от Секции по изучению русской архитектуры при Союзе советских архитекторов Г. Крутиков выступил с докладом. В своём сообщении он принципиально ставил вопрос о сохранении историко-архитектурных памятников при реконструкции Большой Москвы. В докладе приводились факты уничтожения ценнейших архитектурных памятников; так данные специальной комиссии Академии архитектуры, свидетельствовали о том, что с 1917 по 1940 год в Москве было уничтожено 50% памятников национальной русской архитектуры. В докладе также указал на неподготовленность специалистов, слабое знание ими истории Москвы и ценностей культуры и архитектуры.
От лица Секции по изучению русской архитектуры при Союзе советских архитекторов внёс ряд конкретных предложений по улучшению работы в области охраны памятников архитектуры.

### Военный период
С начала Великой Отечественной войны и до мобилизации в Красную армию в сентябре 1941 года Г. Крутиков работал над вопросами обороны Москвы. С 1941 по 1943 года являлся слушателем Курсов военного времени Военно-инженерной академии имени Куйбышева и состоял в резерве ГВИУ. С сентября 1941 и до конца 1942 года проходил военную подготовку инженера-сапёра в городе Фрунзе, куда была эвакуирована Академия имени Куйбышева. После демобилизации в 1943 году трудился в Архитектурно-планировочном управлении Москвы — сначала в качестве архитектора-автора, а затем начальника Отдела (инспекции) по государственной охране памятников архитектуры города Москвы.

### Охрана памятников архитектуры в Москве
16 марта 1943 года Комиссия по учёту и охране памятников искусства при Комитете по делам искусств при СНК СССР выдала ему удостоверение: «Предъявителю сего арх. Крутикову Георгию Тихоновичу Комиссией… поручается обследование всех зданий бывшего Новоспасского монастыря (Крестьянская пл., 10) и Крутицкого подворья (1-й Крутицкий пер., д. 4/2). Председатель Комиссии… Д. П. Сухов». Г. Крутиков разработал проекты восстановления и реставрации этих ценных памятников архитектуры. Материалы по Крутицкому подворью им были переданы П. Д. Барановскому, а по Новоспасскому монастырю — переданы его женой начальнику реставрационных мастерских, расположенных на территории монастыря, уже после смерти Георгия Тихоновича.
С 1947 года Г. Крутиков — внештатный научный сотрудник Института истории искусств Академии наук СССР по Сектору истории архитектуры, с 1949 года — член Научно-методического совета по охране памятников культуры при Президиуме Академии наук СССР.
В годы правления Н. С. Хрущева резко ухудшилось отношение к охране памятников архитектуры, особенно православно-культовых сооружений. Г. Крутиков вёл борьбу за их сохранение, отстаивая каждый памятник. В начале 1950-х годов ему предложили уйти с должности начальника созданной им Инспекции по государственной охране памятников архитектуры, назначив руководителем Б. И. Кузнецова. Георгий Тихонович принял решение остаться при инспекции заместителем начальника, чтобы быть полезным общему делу.
Г. Т. Крутиков скончался 3 марта 1958 года в Москве. Похоронен на Введенском кладбище (17 участок).